# Busch (serie de televisión)
Busch, dos disparos al amanecer es una serie de televisión boliviana producida por Documentales RTP y emitida por RTP

## Argumento
En esta producción se cuenta la vida de este héroe de la Guerra del Chaco y todo lo que  significaron sus problemas internos. Retrata la parte humana de lo que fue Germán Busch y la sensación de quitarse la vida
Cesar Ajpi

## Elenco
- Enzo Malky como Germán Busch Becerra
  - Joaquín Sánchez como Germán Busch joven.
- Victoria Suaznabar como Matilde Carmona, la esposa de German Busch

## Episodios

### Temporadas
|  | 1 | 4 | 24 de diciembre de 2018 | 28 de diciembre de 2018 | RTP |